# Château de Delémont
 (décembre 2022).
Si vous disposez d'ouvrages ou d'articles de référence ou si vous connaissez des sites web de qualité traitant du thème abordé ici, merci de compléter l'article en donnant les références utiles à sa vérifiabilité et en les liant à la section « Notes et références ».
Le château de Delémont, également connu sous le nom de Château des princes-évêques ou Nouvelle résidence de Delémont, constitue un vaste ensemble architectural occupant le quart sud-ouest de la vieille ville de Delémont (JU), en Suisse.
À l’origine, il sert de lieu d’administration et de résidence estivale aux princes-évêques de la Principauté épiscopale de Bâle. De nos jours, il abrite une partie des écoles primaires de la ville ainsi que diverses activités sociales et culturelles.
Le château, avec ses dépendances, est classé « bien culturel d'importance nationale » par l’Office fédéral de la protection de la population,.

## Situation
Situé précisément dans le lieu-dit du Château Sur-le-Grioux, le château s’élève au cœur de l’actuelle vieille ville de Delémont, dans le district éponyme, au sein de la République et canton du Jura, en Suisse.

## Composition
Sa silhouette imposante, aux côtés de celle de l’église Saint-Marcel et de son clocher, forme désormais l’un des symboles emblématiques de la cité delémontaine.

### Château
La demeure constitue un vaste complexe baroque, doté d’une cour et d’un jardin, où se mêlent des influences architecturales venues de France et d’Allemagne du Sud. L’accès des visiteurs se limite à la cour et aux corridors, offrant cependant la possibilité d’admirer les majestueuses façades, l’escalier monumental, la cour d’honneur fermée par une haute grille en fer forgé, ainsi que l’immense toiture ponctuée de mansardes, de cheminées et de gargouilles.
Respectant un schéma de distribution typique des terres d’Empire, le bâtiment est pourvu, à chaque étage sur son flanc nord, d’un long corridor traversant qui dessert les différentes pièces, lesquelles communiquent également entre elles. Le rez-de-chaussée accueille les cuisines, les offices et les salles à manger. Le premier étage (dit « étage des Princes ») abrite deux appartements : l’un réservé au prince-évêque, l’autre destiné à un prince étranger de passage. Le second étage est conçu pour héberger les hôtes et les membres de la cour. Au sous-sol, une vaste cave voûtée sert à entreposer le vin issu des vignobles que le prince-évêque possède dans la vallée de la Birse et en Allemagne du Sud, notamment à Ötlingen. À l’entre-étage se trouve une boulangerie équipée de deux fours à pain. Sous la toiture, deux niveaux de greniers accueillent les réserves de grains de la Seigneurie de Delémont, accessibles grâce à des treuils installés à cet effet.

### Dépendance duChâtelet
À l’ouest du château s’élèvent un court rempart surmonté d’un clocher, ainsi que le bâtiment du Châtelet (également appelé la Recette) qui accueille aujourd’hui les classes de cours d’économie familiale du Collège de Delémont.

### Granges et écuries
Construites en 1719, les granges et les écuries se trouvent à l’est du château. Depuis 1908, elles sont transformées en halle de gymnastique.

### Cour d'honneur
La cour d’honneur se situe au cœur de l’ensemble bâti. On y accède depuis la rue du 23-Juin par un portail en fer forgé datant de 1787, restauré en 1980. Ce portail est encadré par une ancienne forge et une buanderie. En son centre, la cour est ornée d’un bassin.

### Jardin
Situé au sud du château, le jardin est accessible depuis la bâtisse par un grand escalier. Fidèle au style baroque du château, il se compose de huit vastes surfaces carrées disposées autour d’une fontaine centrale. Les quatre premières, proches du point d’eau, sont engazonnées, tandis que celles longeant les limites est et ouest du jardin sont pavées de grandes dalles en béton calcaire blanc. Son flanc ouest est occupé par l’ancienne orangerie, qui fait office de synagogue entre 1880 et 1909. Le jardin est réaménagé pour la dernière fois en 2002, puis à nouveau en 2014.

## Histoire
À l’emplacement actuel du château se dresse autrefois une maison forte médiévale, mentionnée dès 1383 et restaurée en 1647.
L’édifice actuel est commandité par le prince-évêque Jean-Conrad de Reinach-Hirtzbach (1705–1737), désireux d’une résidence d’été dépourvue des dispositifs défensifs et des fortifications caractéristiques des châteaux des siècles précédents. Conçue à la fois pour des fonctions économiques, administratives et résidentielles, la construction est dirigée par l’architecte Pierre Racine (1665–1728) et s’échelonne de 1716 à 1721, à partir du 3 octobre 1716. À l’est, les granges et les écuries sont édifiées en 1719. Toujours à l’est, s’élève également la dépendance du Châtelet destinée à l’entreposage des produits agricoles perçus par les receveurs du prince-évêque. La grille monumentale de la cour d’honneur est posée en 1787.
À la suite de la Révolution française et de la proclamation de la République rauracienne, le prince-évêque prend la fuite. Après l’annexion de la République rauracienne par la France en mars 1793, sous la forme du département du Mont-Terrible, le château est vendu comme bien national à un industriel, le 23 octobre 1793. Le 27 janvier 1794, le château ainsi que la chapelle des Capucins sont saccagés par la population. Le 26 octobre 1795, le commissaire des guerres réclame l’aménagement de logements pour officiers dans le château de Delémont, demande finalement rejetée par le Directoire exécutif du département du Mont-Terrible.
Le 15 mai 1796, le château est acquis par le négociant François Verdan, qui en fait l’acquisition officielle le 14 juin 1796. En 1815, lors du congrès de Vienne, le territoire jurassien est cédé à la Suisse et au canton de Berne. À la mort de François Verdan en 1818, le château demeure dans la famille avant d’être vendu à la ville de Delémont le 26 janvier 1821. Dès lors, il accueille des locataires ainsi que des activités artisanales et commerciales. En 1846, il devient le siège du collège de Delémont.
En 1849, le conseil municipal envisage d’y installer l’hospice cantonal des aliénés, mais ce projet est rapidement abandonné.
En 1859, deux pierres funéraires sont découvertes dans le château, celles des princes-évêques Christophe d’Utenheim et Jean-Henri d’Ostein.
En 1867, le château devient le lieu d’accueil de l’école des filles, puis, l’année suivante, de l’école secondaire des filles. En 1908, les anciennes granges et écuries sont transformées en halle de gymnastique, et en 1911, l’école de commerce y est installée. Le château bénéficie d’une rénovation intérieure en 1919.
Entre 1937 et 1940, le château subit une rénovation complète.
En 1953, il est décidé de transférer une partie du collège dans le Châtelet. À partir de cette époque, le château continue d’être rénové, et, en 1955, il devient exclusivement le siège de l’école primaire. Lors de ces travaux, des vestiges d’une chapelle du XIIIe siècle sont découverts dans la cour du château.
Entre 1964 et 1965, le Châtelet est entièrement rénové et est classé monument historique par le Conseil-exécutif bernois le 7 décembre.
Dans le contexte de la Question jurassienne, le territoire francophone du nord du canton de Berne choisit son indépendance par une votation populaire régionale le 23 juin 1974. À la suite de cette décision, une Assemblée constituante jurassienne est créée en 1976 pour élaborer la Constitution du futur canton. Au cours de ses débats, l'Assemblée discute de la future fonction du château de Delémont. En 1977, une première rencontre a lieu entre une délégation de l'Assemblée constituante et les autorités communales de Delémont, qui s'accordent sur l'éventualité d'y installer le siège du futur Gouvernement jurassien ainsi qu’une partie de l’administration cantonale.
En parallèle, en 1978, le conseiller d’État de Bâle-Ville, Lukas Burckhardt, propose aux cantons d’acheter le château de Delémont pour cinq millions de francs afin de l’offrir à la République et canton du Jura. Cette proposition ne rencontre pas un accueil favorable de la part des autres cantons, bien que ces derniers n’osent pas le dire ouvertement.
Le 1er janvier 1979, lors de l’entrée en souveraineté de la République et canton du Jura, le premier Gouvernement jurassien élu décide d’organiser des festivités pour célébrer ce nouveau canton. Le 11 mai 1979, la Confédération et tous les cantons sont invités à Delémont pour l’occasion. Cependant, le 6 mars 1979, le conseiller national jurasso-bernois Jean-Claude Crevoisier intervient dans les débats de l'Assemblée fédérale pour critiquer l'additif constitutionnel ayant organisé le plébiscite jurassien de 1974-1975, qu’il juge antidémocratique. En réponse, le conseiller fédéral Kurt Furgler réagit vivement, qualifiant l’intervention de Crevoisier de « bêtises ». Le Rassemblement jurassien, estimant que l'insulte portée à Jean-Claude Crevoisier atteignait « tout le peuple jurassien qui a été atteint dans son honneur », demande des excuses officielles par le biais d’une pétition populaire. Refusant de s'excuser, Kurt Furgler provoque l’annulation des festivités par le Gouvernement jurassien, qui, après un dernier revirement, décide de les maintenir avant de les annuler définitivement. Cette annulation arrange les cantons qui s’opposaient à l’idée de la Confédération d’offrir le château au Jura. Une fois le retrait de la proposition par le conseiller fédéral Kurt Furgler, plusieurs cantons suivent cette décision.
En 1980, la grille monumentale est rénovée.
Le Gouvernement jurassien, désireux d’acquérir le château pour y installer son siège ainsi qu’une partie de l’administration cantonale, décide, le 7 septembre 1982, d'acheter le château à la municipalité de Delémont pour un montant estimé à six millions de francs. La municipalité, favorable à cette transaction, et le Gouvernement jurassien annoncent officiellement le projet le 1er juillet 1985. Cependant, la municipalité souhaite soumettre la vente du château au corps électoral communal, qui l’accepte lors d’une votation populaire le 22 septembre 1985.
Le 15 janvier 1986, le Gouvernement jurassien décide de soumettre un crédit global pour le rachat du château de Delémont au peuple jurassien par une votation populaire cantonale. Le 28 octobre, le Parlement jurassien adopte un crédit-cadre de 28,7 millions de francs suisses pour l’acquisition et l’aménagement du château. Cependant, le 22 février 1987, le corps électoral jurassien rejette le crédit (7 270 voix contre, 6 525 pour) pour l'achat, la transformation et la rénovation du château. Le projet est ainsi abandonné.
Le 28 août 1990, le Gouvernement jurassien inscrit le château de Delémont au catalogue des monuments historiques protégés. La même année, la halle de gymnastique subit une rénovation.
Entre 2000 et le 21 mars 2003, le château est entièrement restauré pour un montant de 7,2 millions de francs.

## Destination actuelle du château
Ce monument abrite aujourd’hui encore une partie des classes des écoles primaires et enfantines de la ville. Des enfants y suivent leur scolarité, tantôt dans l’ancienne chapelle, tantôt dans la cuisine, la salle à manger ou encore dans un salon doté d’une cheminée de style français. La cave, quant à elle, est louée à un marchand de vin, tandis que les deux étages de greniers servent en partie de dépôt pour diverses institutions publiques.

## Galerie

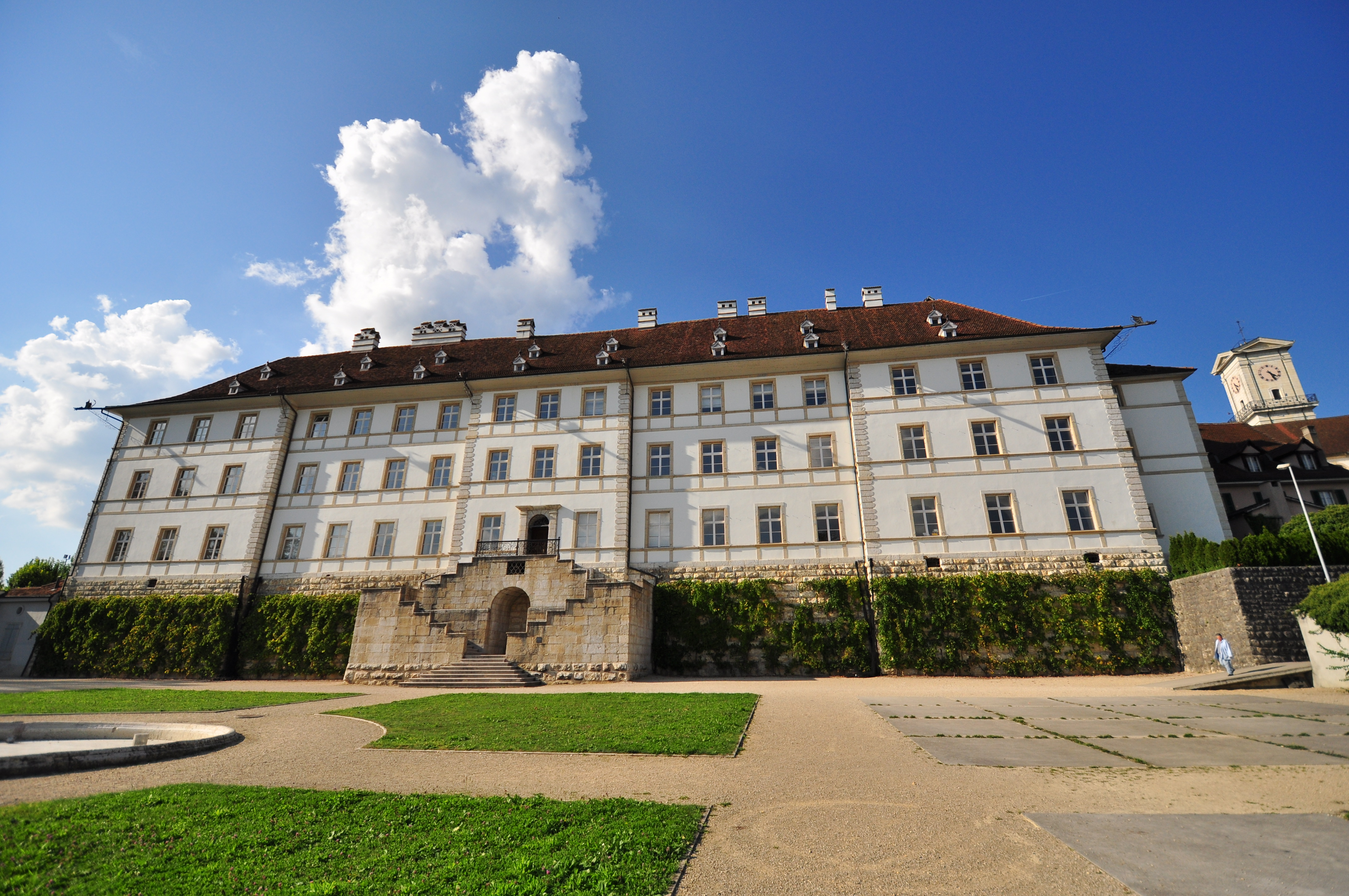
La façade sud et le jardin.
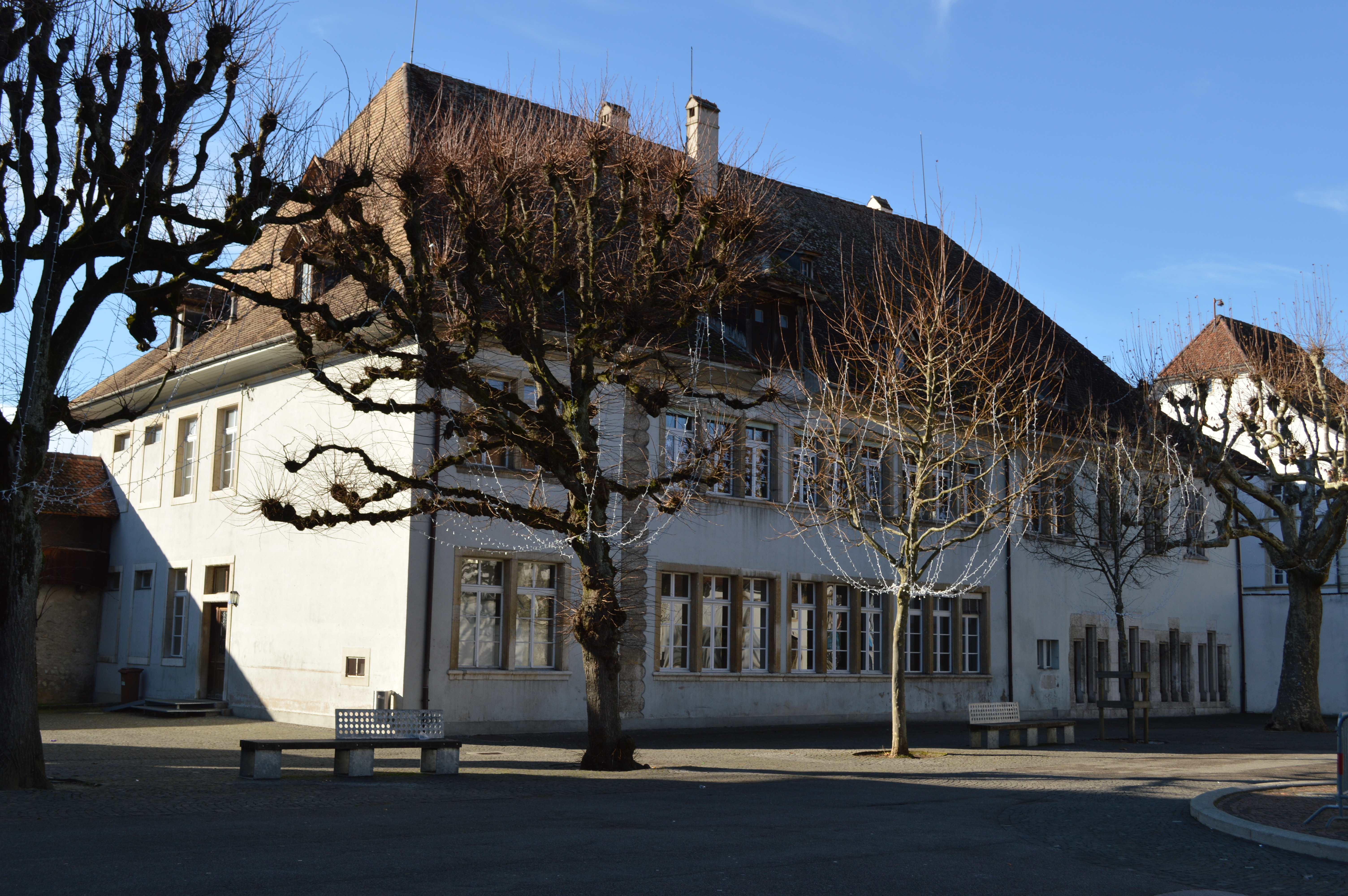
La dépendance du Châtelet.
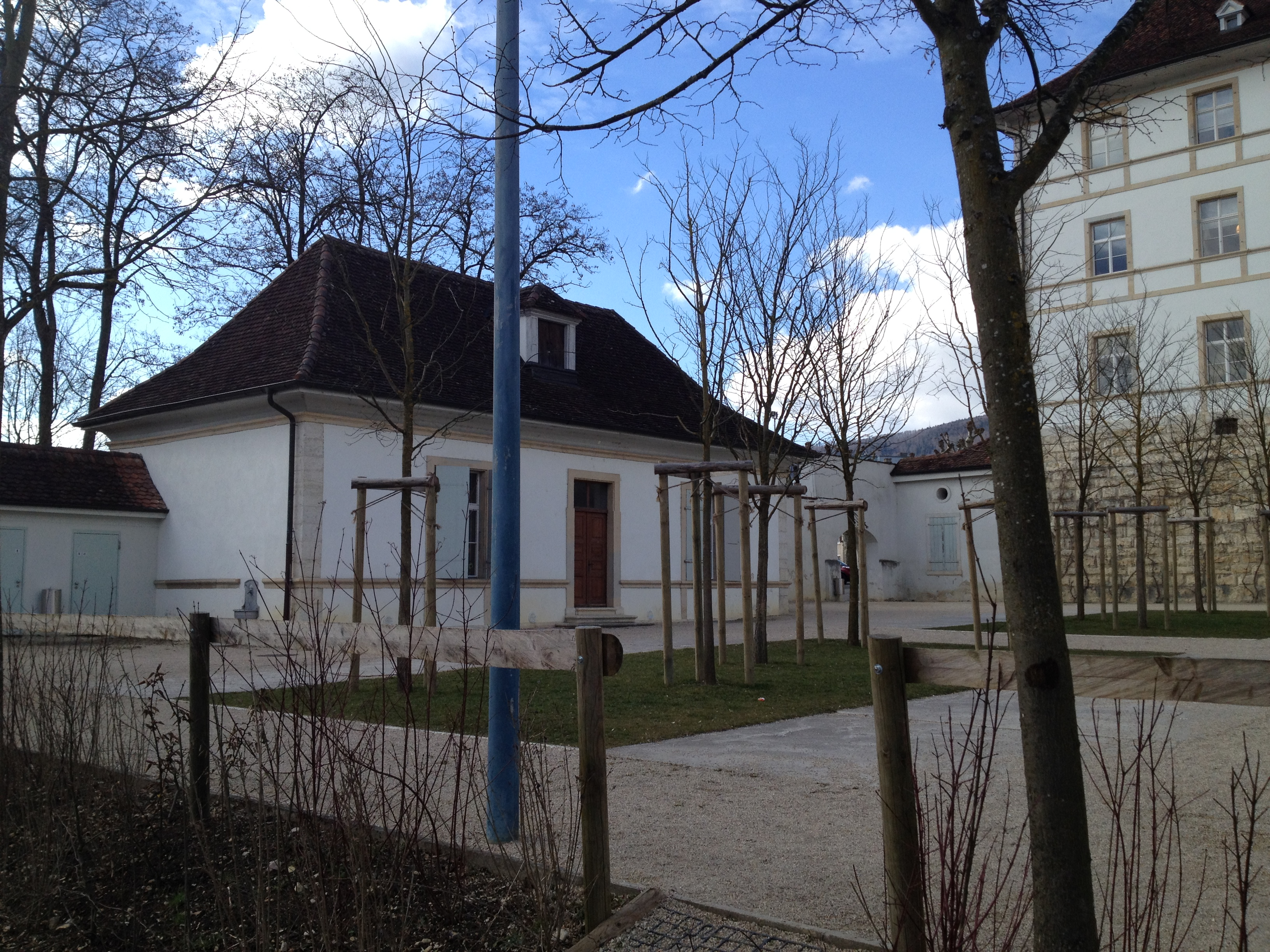
L'orangerie du jardin.
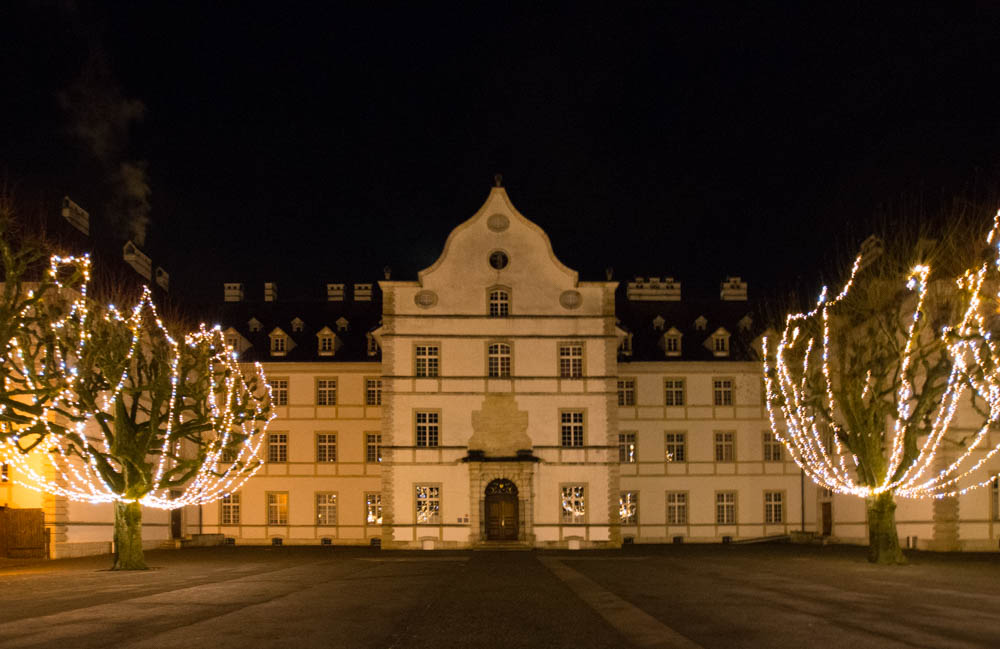
Le château en hiver.